# Pfarrkirche Weibern

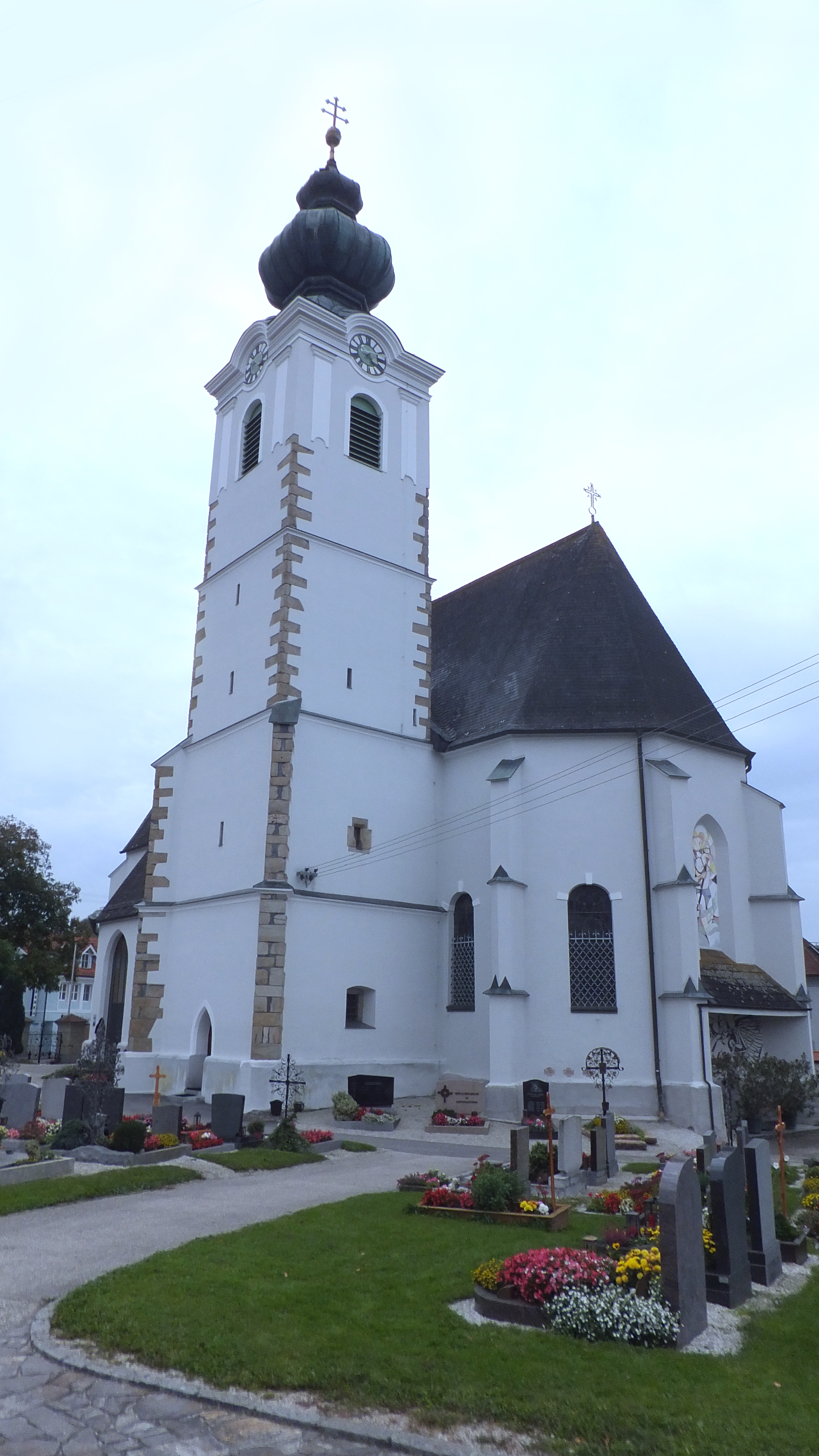
Kath. Pfarrkirche hl. Stephan in Weibern

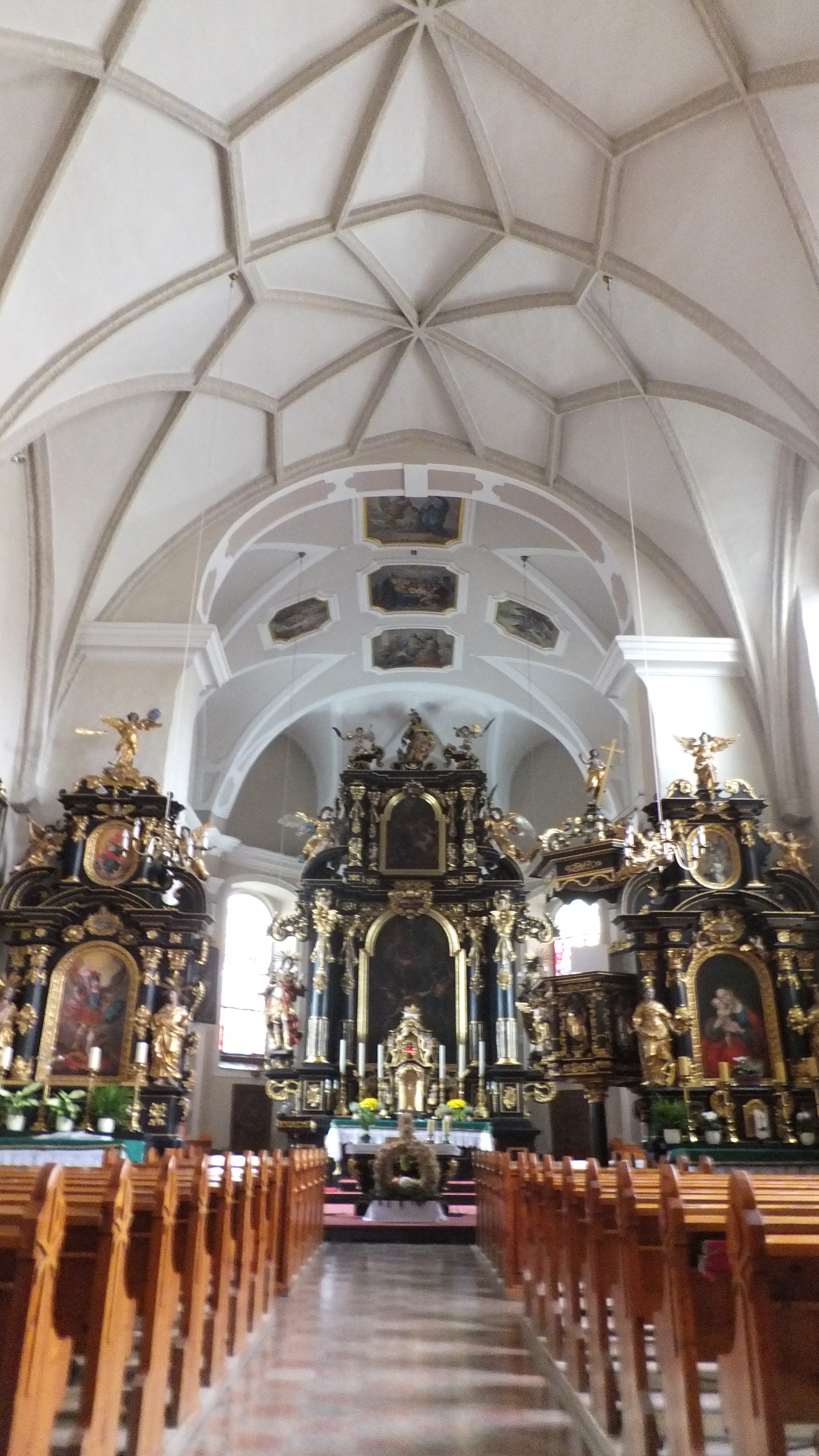
Netzrippengewölbe im Langhaus, Stichkappengewölbe mit Gewölbemalerei im Chor

Die römisch-katholische Pfarrkirche Weibern steht im Ort Weibern in der Gemeinde Weibern im Bezirk Grieskirchen in Oberösterreich. Die auf den heiligen Stephanus geweihte Kirche gehört zum Dekanat Gaspoltshofen in der Diözese Linz. Die Kirche und die Friedhofsmauer stehen unter Denkmalschutz (Listeneintrag).

## Geschichte
Die gotische Kirche wurde um 1500 erbaut.

## Architektur
An das weiträumige einschiffige fünfjochige Langhaus mit einem Rippengewölbe aus Achtecksternen schließt ein zweijochiger Chor mit einem Dreiachtelschluss, welcher innen in Renaissance-Formen umgebaut und mit einem Stichkappengewölbe versehen wurde. Die Gewölbemalereien wurden stark erneuert. Die dreiachsige Westempore ist sternrippenunterwölbt. Der Turm im südlichen Chorwinkel ist im Unterbau gotisch, das Obergeschoß und der Doppelzwiebelhelm ist barock. Das West- und Südportal sind spätgotisch, das Südportal hat eine netzrippengewölbte Vorhalle.

## Ausstattung
Die reichen Altäre sind aus dem dritten Viertel des 17. Jahrhunderts. Das Hochaltarbild malte Franz Xaver Gürtler (1775). Die Kanzel entstand um 1670/1680. Das Taufbecken ist spätgotisch. In der südlichen Portalvorhallennische steht die Figur Schmerzensmann aus dem dritten Viertel des 18. Jahrhunderts.